# ماري دالتون
ماري دالتون هي كاتِبة وشاعرة كندية، ولدت في 1950.